# Erzbistum Gandhinagar
Das Erzbistum Gandhinagar (lateinisch Archidioecesis Gandhinagarensis) ist eine Erzdiözese der römisch-katholischen Kirche in Indien mit Sitz in Gandhinagar.
Das Erzbistum Gandhinagar umfasst die Distrikte Banaskantha, Gandhinagar, Mahesana, Patan und Sabarkantha im Bundesstaat Gujarat.

## Geschichte
Das Erzbistum Gandhinagar wurde am 11. November 2002 durch Papst Johannes Paul II. mit der Apostolischen Konstitution Dilecta in Indiae aus Gebietsabtretungen des Bistums Ahmedabad errichtet und diesem als Metropolitanbistum überstellt.

## Kirchenprovinz
- Erzbistum Gandhinagar

1. Bistum Ahmedabad
2. Bistum Baroda
3. Bistum Rajkot

## Erzbischöfe von Gandhinagar
- Stanislaus Fernandes SJ, 2002–2015
- Thomas Ignatius MacWan, seit 2015